# 米歇尔·皮卡德
米歇尔·皮卡德（英語：Michelle Picard，1993年5月27日—），美国女子冰球运动员，场上位置是前锋。她曾代表美国国家队参加2014年冬季奥林匹克运动会冰球比赛，获得一枚银牌。